# Antonio Samorè
Antonio Samorè (ur. 4 grudnia 1905 w Bardi w diecezji Piacenza, zm. 3 lutego 1983 w Rzymie) – włoski duchowny katolicki, kardynał, Bibliotekarz i Archiwista Świętego Kościoła Rzymskiego. 

## Życiorys
Święcenia kapłańskie przyjął 10 czerwca 1928 roku w Piacenzy. W latach 1929–1932 pracował jako duszpasterz w swojej rodzinnej diecezji. W okresie 1932–1936 był attaché i sekretarzem nuncjatury na Litwie. W 1938 roku został sekretarzem nuncjatury w Szwajcarii. W latach 1938–1947 pracownik Sekretariatu Stanu. 30 stycznia 1950 roku Pius XII mianował go arcybiskupem tytularnym Tirnovo i wyznaczył na nuncjusza w Kolumbii. Uczestniczył w Soborze Watykańskim II. 26 czerwca 1967 roku wyniesiony do godności kardynalskiej przez Pawła VI. W tym samym roku został przewodniczącym Papieskiej Komisji ds. Ameryki Łacińskiej. 1 listopada 1968 roku Paweł VI mianował go prefektem Kongregacji Dyscypliny Sakramentów. 25 stycznia 1974 roku mianowany Bibliotekarzem i Archiwistą Świętego Kościoła Rzymskiego. Jan Paweł II wyznaczył go 24 grudnia 1978 roku jako swego mediatora w konflikcie granicznym w rejonie kanału Beagle między Argentyną a Chile. Misja kard. Samorè zakończyła się powodzeniem. Zmarł w Rzymie.
Pochowany w klasztorze karmelitów w Vetralli.